# 1999 w literaturze
Wydarzenia literackie w 1999 roku.

## Wydarzenia
- W japońskim magazynie Zipper pojawiła się nowa manga Ai Yazawy – Paradise Kiss.
- 4 lutego – uroczysta inauguracja Roku Juliusza Słowackiego na Zamku Królewskim w Warszawie z okazji 150 rocznicy śmierci poety.
- 18 marca – dziennik „Rzeczpospolita”, pod patronatem TVP 2 i Programu III PR, ogłosiła plebiscyt „Kanon na koniec wieku”. Czytelnicy mają wybrać 25 książek, które zostaną wydane w jednolitej szacie graficznej przez Porozumienie Wydawców.
- 20 marca – „Polityka” ogłasza plebiscyt na najważniejszych pisarzy XX wieku. Wyniki: 1. Henryk Sienkiewicz, 2. Stefan Żeromski, 3. Władysław Reymont, 4. Stanisław Lem, 5. Wisława Szymborska, 6. Czesław Miłosz, 7. Witold Gombrowicz, 8. Stanisław Wyspiański, 9. Sławomir Mrożek, 10. Julian Tuwim. Z pisarzy zagranicznych: 1. Ernest Hemingway, 2. Michaił Bułhakow, 3. Albert Camus, 4. Umberto Eco, 5. Thomas Mann, 6. Franz Kafka, 7. Jack London, 8. Gabriel García Márquez, 9. Jaroslav Hašek, 10. Marcel Proust. Dzieła wszech czasów: 1. Trylogia Sienkiewicza, 2. Mistrz i Małgorzata Bułhakowa, 3. Chłopi Reymonta, 4. Dżuma Camusa, 5. Czarodziejska góra Manna, 6. Sto lat samotności Márqueza, 7. Imię róży Eco, 8. Komu bije dzwon Hemingwaya, 9. Cichy Don Michaiła Szołochowa, 10. Przygody dobrego wojaka Szwejka Haška.
- 12 – 17 maja – odbywają się 44. Międzynarodowe Targi Książki w Warszawie. Spotkania z pisarzami: Carrollem, Suworowem, Bukowskim, Jackiem Higginsem, Różewiczem, Kołakowskim, Hanną Krall, ks. Twardowskim, Julią Hartwig, Edmundem Niziurskim.
- 24 maja – Sąd Najwyższy uchyla wyrok na Janusza Szpotańskiego, skazanego w 1968 roku na trzy lata więzienia za napisanie książki Cisi i gęgacze, czyli Bal u Prezydenta.
- 4 kwietnia – Ryszard Kapuściński otrzymuje nagrodę im. Goethego w Hamburgu.
- Latem ukazuje się pierwszy numer kwartalnika „Ha!art”, wydawcą jest Stowarzyszenie na Rzecz Kultury Krakowa „Krakowska Alternatywa”.
- 31 lipca – w numerze 177 „Rzeczpospolitej” zostają ogłoszone wyniki plebiscytu „Kanon na koniec wieku”. Pierwsza dziesiątka: 1. Michaił Bułhakow Mistrz i Małgorzata, 2. George Orwell Rok 1984, 3. James Joyce Ulisses, 4. Franz Kafka Proces, 5. Thomas Mann Czarodziejska góra, 6. Marcel Proust W poszukiwaniu straconego czasu, 7. Gabriel García Márquez Sto lat samotności, 8. Albert Camus Dżuma, 9. Ernest Hemingway Komu bije dzwon, 10. Antoine de Saint-Exupéry Mały Książę. Na liście znaleźli się także polscy pisarze: Witold Gombrowicz, Zbigniew Herbert, Gustaw Herling-Grudziński, Joseph Conrad, Ryszard Kapuściński, Bruno Schulz.
- 26 – 29 sierpnia – 14. Ogólnopolski Konwent Miłośników Fantastyki Polcon 99 (Warszawa).
- 1 września – Jerzy Ficowski (poeta, pisarz, tłumacz) otrzymuje tytuł „Człowiek pogranicza” przyznawany przez Fundację Pogranicze oraz ośrodek „Pogranicze – sztuk, kultur, narodów”.
- 2 września – ogłoszenie siedmiu książek nominowanych do nagrody Nike.
- 15 – 19 września – X Krajowe Targi Książki w Warszawie.
- 3 października – Stanisław Barańczak otrzymuje nagrodę Nike za tom Chirurgiczna precyzja. Elegie i piosenki z lat 1995-1997. W plebiscycie czytelników zwyciężyła Olga Tokarczuk (Dom dzienny, dom nocny) – 31% głosów, następny był Tadeusz Różewicz (zawsze fragment. recykling) – 27%.
- 18 października – premiera publiczna ekranizacji Pana Tadeusza w reż. Andrzeja Wajdy.
- 21 – 24 października – w Krakowie odbywają się III Targi Książki.
- 24 – 28 października – II Dni Książki Żydowskiej w Warszawie (budynek synagogi przy ul. Twardej 6).
- W grudniu „Wydawnictwo Małgorzata Marchlewska” opublikowało bez wiedzy i zgody spadkobierców praw autorskich do twórczości Zbigniewa Herberta młodzieńcze wiersze poety, podarowane jego ówczesnej miłości – Halinie Misiołkowej, oraz prywatne listy z tamtego czasu[1].

## Proza beletrystyczna i literatura faktu

### Język angielski
- John Maxwell Coetzee
  - Hańba (Disgrace)
  - Żywoty zwierząt (The Lives of Animals)
- Helen Fielding – W pogoni za rozumem: Dziennik Bridget Jones (Bridget Jones: The Egde of Reason)
- Stephen King – Pokochała Toma Gordona (The Girl Who Loved Tom Gordon)
- Dennis Lehane – Prayers for Rain

### Język polski

#### Pierwsze wydania
- Andrzej Bart – Pociąg do podróży
- Marek Bieńczyk – Tworki
- Anna Bolecka – Kochany Franz
- Kazimierz Brandys – Przygody Robinsona
- Anna Brzezińska – Zbójecki gościniec (SuperNOWA)
- Wojciech Cejrowski – Młot na lewicę
- Stefan Chwin – Esther
- Kinga Dunin – Obciach
- Izabela Filipiak – Twórcze pisanie dla młodych panien
- Gustaw Herling-Grudziński – Biała noc miłości: opowieść teatralna
- Marek Krajewski – Śmierć w Breslau
- Janusz Krasiński – Niemoc
- Zbigniew Kruszyński – Na lądach i morzach
- Zygmunt Kubiak – Literatura Greków i Rzymian
- Wojciech Kuczok – Opowieści słychane
- Stanisław Lem – Bomba megabitowa
- Andrzej Tadeusz Mazurkiewicz – Anioły śmierci
- Tomasz Mirkowicz – Pielgrzymka do ziemi świętej Egiptu. Powieść lipocefaliczna
- Marek Nowakowski – Prawo prerii (ABC Future)
- Włodzimierz Odojewski – Oksana
- Andrzej Sapkowski – Pani Jeziora (piąta, ostatnia część sagi)
- Wojciech Wencel – Zamieszkać w katedrze

#### Tłumaczenia
- Thaddée Matura – Św. Franciszek z Asyżu na nowo odczytany, tłum. Martyna Kulikowska
- James Patterson – Podmuchy wiatru (When the Wind Blows), tłum. Tomasz Wilusz

### Pozostałe języki
- Günter Grass – Moje stulecie (Mein Jahrhundert)
- Haruki Murakami – Sputnik Sweetheart (スプートニクの恋人)
- Wiktor Pielewin – Generation „P” (Поколение „П”)
- Carlos Ruiz Zafón – Marina

## Poezja

### Język polski

#### Pierwsze wydania
- Julia Hartwig – Zobaczone
- Zbigniew Herbert – Podwójny oddech
- Tymoteusz Karpowicz – Słoje zadrzewne
- Ewa Lipska – 1999
- Maciej Melecki – Zimni ogrodnicy
- Tadeusz Różewicz – Matka odchodzi
- Jarosław Marek Rymkiewicz – Znak niejasny, baśń półżywa
- Krzysztof Siwczyk – Emil i my
- Eugeniusz Tkaczyszyn-Dycki – Kamień pełen pokarmu
- Adam Zagajewski – Pragnienie

### Pozostałe języki
- Biełła Achmadulina – Obok choinki (Возле ёлки)
- Derek Mahon – Wiersze zebrane (Collected Poems)

## Prace naukowe i biografie

### Język polski

#### Pierwsze wydania
- Włodzimierz Bolecki – Polowanie na postmodernistów
- Przemysław Czapliński, Piotr Śliwiński – Literatura polska 1976-1998. Przewodnik po prozie i poezji
- Piotr Michałowski – Miniatura poetycka
- Jerzy Szymik
  - Zapachy, obrazy, dźwięki – Wybór esejów i rozmów
  - Teologia w krainie pepsi-coli. Od teologii-nauki do teologii-mądrości
  - Być dla czyli myśleć sercem. Z księdzem biskupem Alfonsem Nossolem rozmawia ksiądz Jerzy Szymik
- Sławomira Walczewska – Damy, rycerze i feministki. Kobiecy dyskurs emancypacyjny w Polsce

### Pozostałe języki
- Richard Pipes – Własność a wolność (Property and Freedom)
- Kathleen Jones – Catherine Cookson: the biography (Little, Brown and Company)[2]

## Zmarli
- 10 stycznia – Juliusz Żuławski, pisarz, poeta, tłumacz (ur. 1910)
- 23 stycznia – Jaroslav Foglar, czeski autor literatury dziecięcej i młodzieżowej (ur. 1907)
- 27 stycznia
  - Gonzalo Torrente Ballester, hiszpański pisarz (ur. 1910)
  - Jerzy Turowicz, polski redaktor (ur. 1912)
- 8 lutego – Iris Murdoch, irlandzko-brytyjska pisarka i filozofka (ur. 1919)
- 8 marca – Adolfo Bioy Casares, argentyński pisarz, krytyk literacki i eseista (ur. 1914)
- 14 marca – Bernhard Seeger(inne języki), niemiecki pisarz (ur. 1927)
- 17 marca – Zofia Lewandowska, polska pisarka (ur. 1924)
- 1 kwietnia – Wacław Biliński, polski prozaik (ur. 1921)
- 3 maja – Władysław Terlecki, polski prozaik (ur. 1933)
- 8 maja
  - Soeman Hasibuan, indonezyjski pisarz i poeta (ur. 1904)
  - Irena Szymańska, polska pisarka i tłumaczka (ur. 1921)
- 10 maja – Shel Silverstein, amerykański poeta i autor książek dla dzieci (ur. 1930)
- 20 maja – Jan Wornar, łużycki pisarz (ur. 1934)
- 21 maja – Fulvio Tomizza(inne języki), włoski pisarz (ur. 1935)
- 24 maja – Józef Grzegorz Ratajczak, polski poeta, powieściopisarz, historyk literatury (ur. 1932)
- 31 maja – Anatolij Iwanow, radziecki pisarz (ur. 1928)
- 2 lipca – Mario Puzo, amerykański pisarz, dziennikarz i scenarzysta (ur. 1920)
- 5 lipca – Anna Wernerowa, polska poetka (ur. 1918)
- 14 lipca – Maria Banuș, rumuńska poetka, eseistka, dramatopisarka (ur. 1914)
- 3 sierpnia – Alexandre Maria Pinheiro Torres, portugalski prozaik i poeta (ur. 1923)
- 13 sierpnia – Maria Krüger, polska pisarka literatury dziecięcej (ur. 1904)
- 15 sierpnia – Olga Orozco, argentyńska poetka i prozaiczka (ur. 1920)
- 21 sierpnia – Jerzy Harasymowicz, polski poeta (ur. 1933)
- 23 sierpnia – James White, irlandzki pisarz science fiction (ur. 1928)
- 25 września – Marion Zimmer Bradley, amerykańska pisarka fantasy (ur. 1930)
- 9 października – Morris West, australijski powieściopisarz i dramaturg (ur. 1916)
- 12 października – Udo Steinke, pisarz niemiecki (ur. 1942)
- 19 października – Nathalie Sarraute, francuska pisarka (ur. 1900)
- 28 października – Rafael Alberti, hiszpański poeta i dramatopisarz (ur. 1902)
- 18 listopada – Paul Bowles, amerykański poeta i prozaik, tłumacz (ur. 1910)
- 24 listopada – Matéo Maximoff, francuski pisarz i pastor (ur. 1917)
- 2 grudnia – Matt Cohen, kanadyjski pisarz (ur. 1942)
- 3 grudnia – Enrique Cadícamo, argentyński poeta i pisarz, twórca tekstów tanga (ur. 1900)
- 8 grudnia – Péter Kuczka, węgierski pisarz science fiction i redaktor (ur. 1923)
- 10 grudnia  – Edward Dorn, amerykański poeta (ur. 1929)
- 12 grudnia – Joseph Heller, pisarz amerykański, autor powieści Paragraf 22 (ur. 1923)
- 17 grudnia – Roger Frison-Roche, francuski autor reportaży (ur. 1906)
- 29 grudnia – Jerzy Waldorff, polski pisarz, publicysta, krytyk muzyczny (ur. 1910)

## Nagrody
- Nagroda Nobla – Günter Grass
- Nagroda Goncourtów – Jean Echenoz, Je m'en vais
- Bollingen Prize for Poetry – Robert Creeley
- Hanzeatycka Nagroda Goethego – Ryszard Kapuściński
- Nagroda Kościelskich – Adam Wiedemann, Arkadiusz Pacholski
- Nagroda Nike – Stanisław Barańczak, Chirurgiczna precyzja. Elegie i piosenki z lat 1995-1997

## Rynek książki[3]
- Liczba tytułów wydanych w 1999 roku: 19192.
- Nakład wydanych książek (łącznie): 78077,7 tys. egz.
- Liczba tytułów dla dorosłych: 2755.
- Liczba tytułów literatury polskiej dla dorosłych: 1566. W tym m.in.:
  - Powieści: 1187,
  - Zbiorów opowiadań: 200,
  - Tomików poezji: 845.
- Liczba książek tłumaczonych: 3881. W tym m.in.:
  - z języka angielskiego: 2434,
  - z języka niemieckiego: 507,
  - z języka francuskiego: 315,
  - z języka rosyjskiego: 59.
- Książki z dziedziny literaturoznawstwa: 315, łączny nakład: 239,6 tys. egz.
- Największe nakłady:
  - Henryk Sienkiewicz – 80 tys. egz.
  - Adam Mickiewicz – 71 tys. egz.
  - Juliusz Słowacki – 60 tys. egz.
  - Jan Twardowski – 47 tys. egz.
  - Stanisław Lem – 48 tys. egz.